# Västasiatiska mästerskapet i fotboll för damer
Västasiatiska mästerskapet i fotboll för damer är en regional turnering för AFC:s västasiatiska damlandslag.

## Nationer
- Bahrain
- Förenade arabemiraten
- Irak
- Iran (2001–2014)
- Jemen
- Jordanien
- Kuwait
- Libanon
- Oman
- Palestina
- Qatar
- Saudiarabien
- Syrien

## Resultat
| År   | Värdnation            | Vinnare               | Tvåa      | Trea    | Fyra                  |
| ---- | --------------------- | --------------------- | --------- | ------- | --------------------- |
| 2005 | Jordanien             | Jordanien             | Iran      | Syrien  | Bahrain               |
| 2007 | Jordanien             | Jordanien             | Iran      | Libanon | Syrien                |
| 2010 | Förenade arabemiraten | Förenade arabemiraten | Jordanien | Bahrain | Palestina             |
| 2011 | Förenade arabemiraten | Förenade arabemiraten | Iran      | Bahrain | Jordanien             |
| 2014 | Jordanien             | Jordanien             | Palestina | Bahrain | Qatar                 |
| 2019 | Bahrain               | Jordanien             | Bahrain   | Libanon | Förenade arabemiraten |
| 2022 | Jordanien             | Jordanien             | Libanon   | Syrien  | Palestina             |